# Fotografia en blanc i negre
|  | «Blanc i negre» redirigeix aquí. Vegeu-ne altres significats a «Blanc i negre (desambiguació)». |

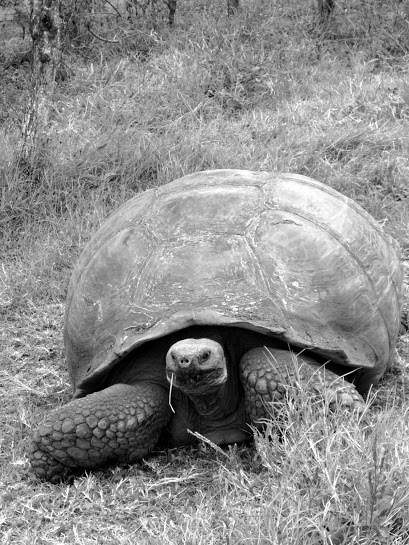
Tortuga gegant de les Galápagos, en blanc i negre

La fotografia en blanc i negre, de vegades abreujat com a B/N o en anglès B/W (de black i white), és una frase adjectiva utilitzada sobretot en Cinema i Fotografia per a descriure diverses formes de tecnologia visual. La fotografia en blanc i negre es caracteritza per l'absència de colors, això és causa de la seva naturalesa química, que es compon d'halurs de plata. En un primer pas la pel·lícula s'exposa a una determinada quantitat de llum en una cambra fosca o fotogràfica, de manera que s'obté una imatge latent que encara no es pot veure. Es revela amb un líquid especial i opcionalment es passa per un bany d'atur i ja tenim la imatge. Encara falta un pas, la fixació, això és "fixar la imatge" perquè sigui químicament estable i no reaccioni a la llum ni altres agents exteriors.
Moltes formes de tecnologia visual s'han desenvolupat inicialment en blanc i negre i han evolucionat a poc a poc per incloure color. L'expressió blanc i negre s'usa tot i que de vegades les tecnologies visuals en qüestió inclouen diversos matisos de gris a més del blanc i el negre o quan s'utilitza blanc i matisos d'un sol color com el sèpia.
En comptar amb tecnologia per fer imatges en color, la fotografia en blanc i negre es continua utilitzant a causa de diferents qualitats que només ella ofereix, entre aquestes: l'absència de color permet l'espectador concentrar-se en la forma i relació del fotografiat sense tenir en compte els colors dels objectes.
Perquè una fotografia en blanc i negre es consideri bona ha d'entrar en el que es coneix com a sistema de zones, que a grans trets és que la fotografia tingui tota la gamma de grisos, des del blanc més blanc fins al negre més negre. El sistema de zones és una tècnica de blanc i negre, que va dissenyar el fotògraf Ansel Adams.
Entre els pioners de la fotografia en blanc i negre a l'Estat espanyol destaquen els catalans Miserachs, Terré, Maspons i Ramon Masats.

## Fotografia digital en blanc i negre
Per obtenir fotografies en blanc i negre en una càmera digital no cal comptar amb equipament extra. La pràctica totalitat dels models actuals permet realitzar fotografies en blanc i negre realitzant un lleu ajust en els controls de la càmera. El procés de conversió a blanc i negre es realitza mitjançant l'aplicació de tècniques de processament digital d'imatges. Per les possibilitats de la reedició i retoc posteriors, es poden obtenir fotografies en blanc i negre a partir de qualsevol fotografia en color. Per a això, hi ha multitud de mètodes que aconsegueixen transicions, brillantors, contrastos i matisos de divers tipus.